# Havgrímur
Havgrímur (* im 10. Jahrhundert in Hov, Färöer; † 970 auf Stóra Dímun; oft auch Hafgrim genannt) war zu seiner Zeit einer der wichtigsten Wikingerhäuptlinge auf den Färöern.
Havgrímur war ein Gode und Priester (blótsmaður mikil) der Nordgermanischen Religion zur Wikingerzeit auf den Färöern. Ihm unterstand der halbe Archipel, während die andere Hälfte von Brestir Sigmundsson und dessen Bruder Beinir Sigmundsson kontrolliert wurde. Havgrímur hatte seinen Teil als Lehen vom norwegischen König Harald II. Graufell (reg. 961–970) bekommen.
Er war mit Guðrið verheiratet, einer Tochter von Snæúlvur. Zusammen hatten sie den Sohn Øssur. Der Färingersaga zufolge soll Havgrímur ein recht hitziges Temperament gehabt haben und keinen sonderlich großen Intellekt.

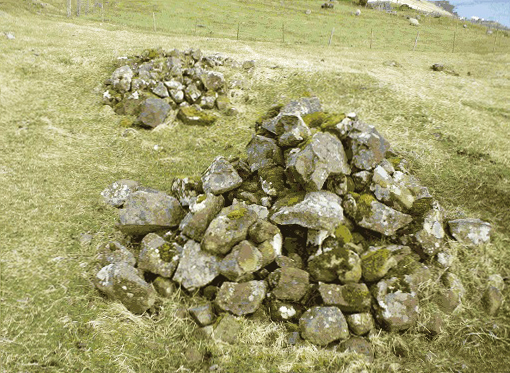
Das Grab von Havgrímur in Hov. Im Vordergrund das Grab seines Pferdes

969 saß er daheim in Hov zusammen mit seinen Freunden Einar Suðringur und Eldjarn Kambhøttur. Daraus entwickelte sich der Streit zwischen Einar und Eldjarn als Auslöser der Fehde, die den Archipel für die nächsten 65 Jahre bestimmen sollte. Als Havgrímur in dieser Angelegenheit vor dem Althing auf Tinganes unterlag, schmiedete er 970 die Verschwörung zum Mord an Brestir und Beinir. An dem Mord nahm er nach Aussage der Färingersaga persönlich teil. In dem Kampf auf Stóra Dímun, wo die beiden getötet wurden, fiel auch er zusammen mit fünf seiner Männer.
Ein Hinkelstein in Hov erinnert an ihn. Dieser steht aufrecht, wie es sich für Männer gehörte, die im Kampf starben. Sein Grab befindet sich ebenso hier. Es ist ein Steinhügel. Daneben liegt ein größerer Steinhügel, von dem die Einheimischen sagen, es wäre das Grab seines Pferdes. 1834 wurde ein Versuch unternommen, das Grab zu öffnen, doch der wurde schnell abgebrochen, und seitdem gab es dort keine weitere archäologische Untersuchung.
Sein Sohn Øssur Havgrímsson war 10 Jahre alt, als ihn Tróndur í Gøtu zu sich nahm.
| Personendaten    | Personendaten                     |
| ---------------- | --------------------------------- |
| NAME             | Havgrímur                         |
| ALTERNATIVNAMEN  | Hafgrim                           |
| KURZBESCHREIBUNG | Wikingerhäuptling auf den Färöern |
| GEBURTSDATUM     | 10. Jahrhundert                   |
| GEBURTSORT       | Hov, Färöer                       |
| STERBEDATUM      | 970                               |
| STERBEORT        | Stóra Dímun                       |